# Lineargenerator
Ein Lineargenerator ist ein Generator, der eine geradlinige, nicht an einer Drehachse anfallende Bewegungsenergie in elektrische Energie umwandelt.
Ein solcher elektrischer Generator wird beispielsweise im Transrapid zur Stromversorgung des Fahrzeugs eingesetzt. Freikolben-Lineargeneratoren sind noch im Entwicklungsstadium.
Das Gegenstück ist der Linearmotor, der umgekehrt die elektrische Energie in kinetische Energie umwandelt und so eine Krafteinwirkung über eine Wegstrecke ohne drehende Teile (Rad, Getriebe) ermöglicht.
Ein Unternehmen, das auf den Lineargenerator zur Stromerzeugung in Gewerbe und Industrie setzt, ist Mainspring Energy. So kommt ein solcher Generator etwa in einem Hybridprojekt mit einer Solaranlage bei einem Logistik-Unternehmen zum Einsatz.